# Ferhad Paixà
Ferhad Paixà (vers 1530-1595) fou gran visir otomà d'origen albanès. Va ocupar diverses funcions públiques després del regnat de Solimà el Magnífic (mort 1566). El 1582 va arribar a beglerbeg de Rumèlia i poc després va rebre la dignitat de serdar (comandant en cap de l'exèrcit, en aquest cas l'exèrcit que va fer la guerra a Pèrsia des de 1578) i el rang de visir. En les campanyes de 1583-1584 va fer aixecar el setge de Tblisi i va fortificar Yerevan i altres llocs de la ruta a Geòrgia. El 1585 el comandament suprem (serdar) fou atribuït a Özdemiroğlu Osman Pasha, per la seva fama a altres campanyes però a la seva mort (octubre de 1585) fou nomenat altre cop serdar que el va conservar fins al final de la guerra el 1590. El 1588 va tenir un gran èxit conquerint Gandja i el Karabagh. L'agost de 1591 fou nomenat gran visir. Fou destituït el març/abril de 1592 per una revolta dels geníssers. Després fou caimacan a Istanbul durant la guerra contra Àustria (1593-1606) en absència del gran visir Kodja Sinan Paixà que era a la guerra a Hongria. Quan va pujar al tron Mehmet III el 1595 fou nomenat gran visir per segona vegada (febrer del 1595) però quan preparava una campanya contra Valàquia (aliada d'Àustria) fou destituït per intrigues del seu rival Kodja Sinan (juliol de 1595). Poc després el sultà el va fer executar (octubre de 1595).